# أحمد بن فهد بن سلمان بن عبد العزيز آل سعود
أحمد بن فهد بن سلمان بن عبد العزيز آل سعود، أمير سعودي مِن آل سعود والحفيد الثالث للملك سلمان بن عبد العزيز آل سعود. ولد في تاريخ 23 ذي الحجة سنة 1405 للهجرة، الموافق 9 سبتمبر 1985. وعين نائباً لأمير المنطقة الشرقية من عام 2017. حتى 12 ديسمبر 2023م.

## النشأة
وُلِد الأمير أحمد بن فهد بن سلمان بن عبد العزيز آل سعود في لندن في تاريخ 24 ذو الحجة 1405 الموافق 9 سبتمبر 1985 وكانت بداية نشأته في مدينة الخبر بالمنطقة الشرقية، درس المرحلة الإبتدائية في مدارس الظهران بالمنطقة الشرقية، ودرس المرحلة المتوسطة في مدارس نجد وتخرج من ثانوية مدارس الرياض.

## المؤهلات العلمية
نال درجة البكالوريوس في القانون من جامعة الملك سعود في مدينة الرياض عام 2007 م، كما أتم دورات متخصصة في مجال البحوث وإدارة الأصول والوساطة المالية والإدارات المصرفية الاستثمارية من شركة جدوى للاستثمار.

## المسيرة المهنية
أوُكلت إليه في سن مبكرة مهام متنوعة داخل المملكة وخارجها:
- التحق بالعمل في سفارة خادم الحرمين الشريفين في لندن، قسم الشؤون السياسية منذ عام 2014م.
- عمل في عدة إدارات بالديوان الملكي.
- نائب أمير المنطقة الشرقية منذ عام 2017م.[9]
- نائب رئيس مجلس هيئة تطوير المنطقة الشرقية منذ عام 2018م.
- رئيس مجلس هيئة تطوير محافظة الأحساء منذ عام 2022 م.[10]
- رئيس اللجنة التنفيذية بهيئة تطوير المنطقة الشرقية.[11]
- نائب رئيس مجلس المنطقة الشرقية من أبريل 2017م إلى 12 ديسمبر 2023م.[5]
- صدر أمر ملكي بإعفاء صاحب السمو الملكي الأمير أحمد بن فهد بن سلمان بن عبدالعزيز آل سعود نائب أمير المنطقة الشرقية من منصبه و ذلك في يوم الثلاثاء الموافق 12 ديسمبر 2023.

## النشاطات الاجتماعية والخيرية
للأمير أحمد بن فهد بن سلمان العديد من الاهتمامات الخيرية والمساهمات الإنسانية، وهو عضو في عدد من الجمعيات والمؤسسات الخيرية، منها:
- العضوية الشرفية لجمعية الأطفال المعوقين بالرياض.
- عضوية لجنة التطوير وتنمية الموارد بالجمعية الخيرية لرعاية الأيتام (إنسان)[12]
- نائب رئيس مجلس إدارة الجمعية الخيرية لرعاية الأيتام (إنسان)
- الرئيس التنفيذي للجمعية الخيرية لرعاية الأيتام (إنسان)
- رئيس اللجنة التنفيذية بالجمعية الخيرية لرعاية الأيتام (إنسان) منذ عام 2013م
- الرئيس الفخري للجمعية السعودية للسكر والغدد الصماء بالمنطقة الشرقية[13]
- نائب رئيس مجلس الأمناء بجمعية البر بالمنطقة الشرقية[14]
- نائب رئيس جمعية تأهيل المعاقين (إيفاء)

## أسرته
والده هو الأمير فهد بن سلمان بن عبد العزيز آل سعود، الابن الأكبر للملك سلمان بن عبد العزيز آل سعود ونائب أمير المنطقة الشرقية في إبان حرب الكويت عام 1990. ووالدته الأميرة نوف بنت خالد بن عبد الله بن عبد الرحمن آل سعود. وله من الأشقاء ثلاثة، هم الأمير سلطان، والأميرة سارة، والأميرة ريما، وزوجته الأميرة سلمى كريمة صاحب السمو الملكي الأمير بدر بن عبد المحسن بن عبد العزيز آل سعود، وله من الأبناء الأميرة نوف بنت احمد بن فهد بن سلمان بن عبد العزيز آل سعود، والأمير فهد بن احمد بن فهد بن سلمان بن عبد العزيز آل سعود.